# Louis Simonneaux
Louis Simonneaux, né le 19 janvier 1916 à Servon-sur-Vilaine (Ille-et-Vilaine) et mort à Versailles le 22 janvier 2009, est un prélat catholique français, évêque de Versailles de 1967 à 1988, puis évêque émérite.

## Biographie
Né en Bretagne, c'est dans les environs de Rennes que Louis Simonneaux reçoit sa formation. Il passe d'abord par le petit séminaire de Châteaugiron, puis rejoint le grand séminaire de Rennes. Il part à Rome étudier au séminaire français et à l'Université grégorienne. Le cours de ses études est interrompu par son service militaire qu'il effectue de 1937 à 1939 et par la guerre. Fait prisonnier, il reste cinq ans en Allemagne et ne revient en France qu'en 1945. Il reprend alors ses études en passant un certificat de lettres à la Sorbonne, obtient une licence de théologie à l'institut catholique de Paris et commence un doctorat.
Louis Simonneaux est ordonné prêtre pour le diocèse de Rennes le 10 mars 1946 par le cardinal Emmanuel Suhard, archevêque de Paris. Son ministère débute auprès des jeunes puisqu'il est aumônier des étudiants. Il reçoit par la suite de nombreuses missions comme le catéchuménat des personnes adultes, la coordination d'un secteur de Mission ouvrière, qui le conduisent à devenir vicaire général le 15 juin 1962.
Il est nommé évêque de Versailles le 30 septembre 1967 et est consacré le 26 novembre suivant par le cardinal Paul Gouyon. Il est à la tête du nouveau diocèse de Versailles, issu du redécoupage de la province de Paris, qui correspond au nouveau département des Yvelines. Pour mieux gérer un diocèse en pleine extension son épiscopat voit se construire 27 nouvelles églises, il réorganise le territoire en quatre secteurs confiés à des vicaires épiscopaux, auxquels il laisse une grande liberté. Simmoneaux doit, comme son prédécesseur, mettre en œuvre les décisions du concile Vatican II. C'est pourquoi il crée un conseil presbytéral dans lequel l'évêque s'appuie sur ses prêtres comme collaborateur. Il réagit aussi à la baisse des effectifs dans les séminaires et instaure la formation continue pour les prêtres.
Simonneaux doit aussi faire face aux scissions engendrées par le concile, en 1985, lorsque la paroisse de Port-Marly est occupée par une communauté intégriste et échappe à son autorité. Il cherche à dialoguer avec les traditionalistes. Par exemple, il autorise qu'une messe soit dite dans l'ancien rite à la chapelle de l'hôpital de Versailles, en février 1985.
Il démissionne de ses fonctions le 4 juin 1988, à l'âge de 72 ans et c'est Jean-Charles Thomas, coadjuteur depuis décembre 1986, qui lui succède. Il se retire alors à Rennes dans son diocèse d'origine, où il devient aumônier dans une clinique. En 2003, il prend sa retraite dans la maison de retraite saint-Louis de Versailles qu'il avait créée. Il y meurt le 22 janvier 2009 et son corps est déposés dans le caveau des évêques dans le chœur de la cathédrale de Versailles.

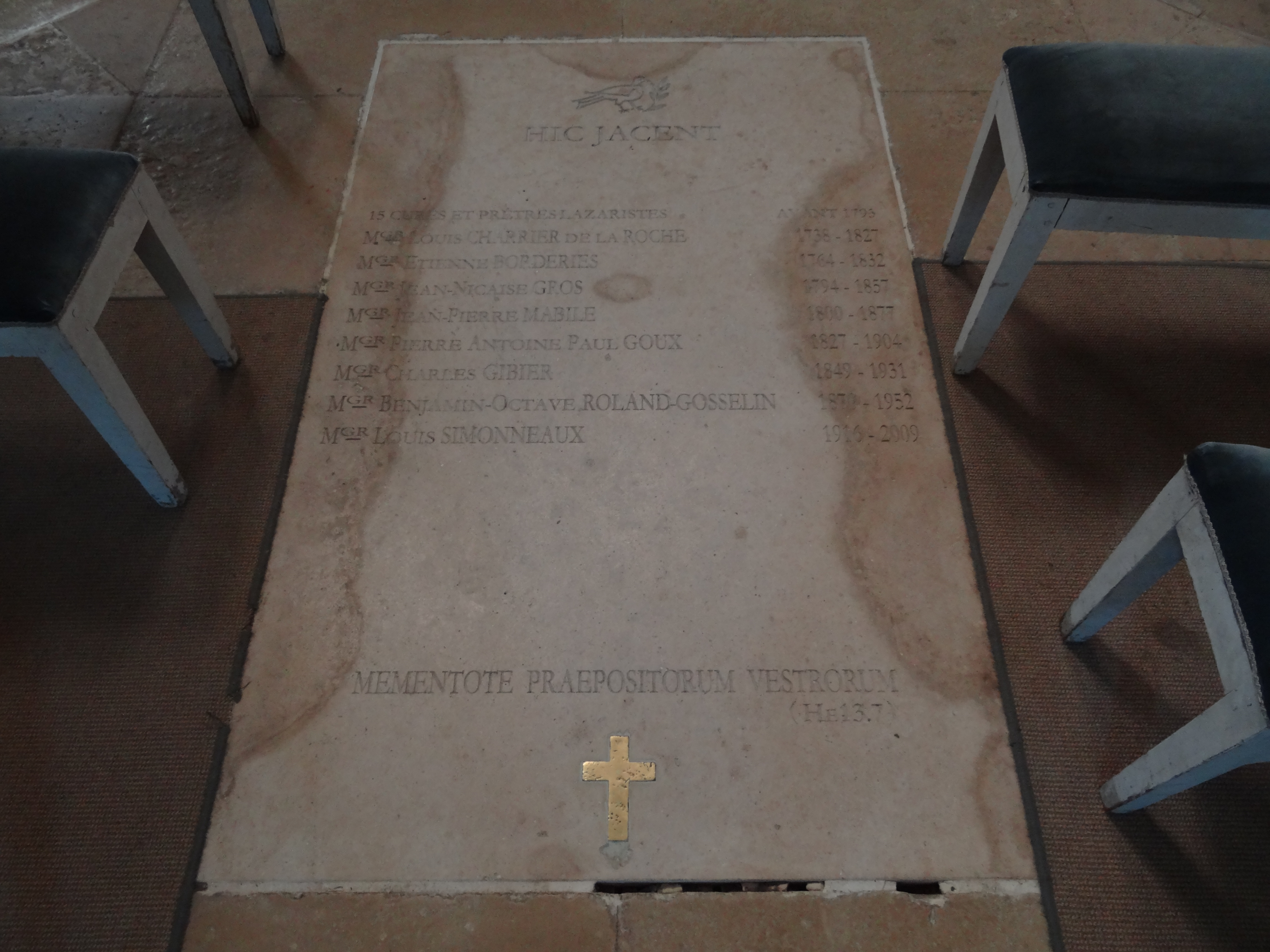
Vue de l'entrée du caveau des évêques de Versailles dans la cathédrale Saint-Louis de Versailles (Yvelines).